# Viktor Fischer
Viktor Gorridsen Fischer (Aarhus, 9 giugno 1994) è un ex calciatore danese, di ruolo attaccante o ala.

## Caratteristiche
Era un attaccante moderno, grazie alle sue qualità tecnico-tattiche poteva essere impiegato sia come seconda punta che come ala sinistra; disponeva inoltre di un'ottima visione di gioco, che gli permetteva di fornire preziosi assist per i compagni.
La sua carriera è stata segnata da molti infortuni, che lo hanno costretto a ritirarsi a soli 29 anni.

## Carriera

### Club
Acquistato dall'Ajax su indicazione dell'osservatore John Steen Olsen, alla sua stagione d'esordio con i Lancieri ha giocato 23 partite, segnando 10 gol. Nell'annata 2013-2014 realizza soltanto sette reti in 35 partite complessive. Il 23 febbraio 2014 è vittima di un grave infortunio al tendine del ginocchio sinistro, che lo costringe ad uno stop di un anno. Fa il suo ritorno in campo il 19 aprile 2015, nella partita pareggiata per 0-0 contro il NAC Breda, subentrando a Kolbeinn Sigþórsson al 64º minuto. Il 10 maggio seguente torna a segnare in Eredivisie, realizzando una doppietta nel 3-0 contro il Cambuur. Si ripete una settimana più tardi, nella sconfitta per 1-2 sul campo del Dordrecht. Termina la stagione con quattro presenze e tre gol.
Il 27 maggio 2016 viene acquistato per circa sei milioni di euro dagli inglesi del Middlesbrough, club neopromosso in Premier League. Il 28 agosto seguente fa il suo esordio con la nuova maglia, nella partita pareggiata per 0-0 sul campo del West Bromwich Albion, subentrando a Cristhian Stuani al 90º minuto di gioco. Al termine della stagione il Middlesbrough retrocede in Football League Championship, e lui non riesce a imporsi anche a causa di un infortunio al ginocchio.
Il 28 giugno 2017 viene acquistato dai tedeschi del Magonza.
Tuttavia il 31 gennaio 2018 lascia il club tedesco tornando in patria al Copenaghen.
Il 30 luglio 2021 viene acquistato dall'Anversa con cui sigla un contratto quadriennale.
Il 3 febbraio 2023 viene ufficializzato noto il passaggio di Fischer agli svedesi dell'AIK in prestito per tutto l'anno 2023. Nelle prime 12 giornate dell'Allsvenskan 2023 che precedono la pausa estiva, tuttavia, Fischer raccoglie solo 3 presenze da titolare e 5 da subentrante, senza mai riuscire a mettere a segno gol o assist se non in Coppa di Svezia (anche per via di alcuni problemi fisici) venendo però talvolta criticato, mentre la squadra nel frattempo scivolava negli ultimi posti della classifica. Il 29 giugno l'AIK annuncia l'interruzione anticipata del prestito, mentre, lo stesso giorno, il sito dell'Anversa rende noto il ritiro dal calcio giocato da parte di Fischer, complice il persistere di alcuni guai fisici.

### Nazionale
Dopo aver giocato con tutte le nazionali giovanili danesi, il 14 novembre 2012 esordisce con la nazionale maggiore. Viene convocato per i Mondiali 2018, durante i quali gioca solo mezz'ora nella sfida pareggiata per 0-0 contro la Francia, nella quale subentra all'attaccante Pione Sisto.

## Statistiche

### Presenze e reti nei club
Statistiche aggiornate al 3 febbraio 2023.
| Stagione          | Squadra           | Campionato        | Campionato | Campionato | Coppe nazionali | Coppe nazionali | Coppe nazionali | Coppe continentali | Coppe continentali | Coppe continentali | Altre coppe | Altre coppe | Altre coppe | Totale | Totale |
| Stagione          | Squadra           | Comp              | Pres       | Reti       | Comp            | Pres            | Reti            | Comp               | Pres               | Reti               | Comp        | Pres        | Reti        | Pres   | Reti   |
| ----------------- | ----------------- | ----------------- | ---------- | ---------- | --------------- | --------------- | --------------- | ------------------ | ------------------ | ------------------ | ----------- | ----------- | ----------- | ------ | ------ |
| 2012-2013         | Ajax              | ED                | 23         | 10         | CO              | 4               | 2               | UCL+UEL            | 3+2                | 0                  | SO          | 1           | 0           | 33     | 12     |
| 2013-2014         | Ajax              | ED                | 24         | 3          | CO              | 4               | 4               | UCL+UEL            | 5+1                | 0                  | SO          | 1           | 0           | 35     | 7      |
| 2014-2015         | Ajax              | ED                | 4          | 3          | CO              | 0               | 0               | UCL+UEL            | 0                  | 0                  | SO          | 0           | 0           | 4      | 3      |
| 2015-2016         | Ajax              | ED                | 28         | 8          | CO              | 2               | 1               | UCL+UEL            | 2+7                | 0+2                | -           | -           | -           | 39     | 11     |
| Totale Ajax       | Totale Ajax       | Totale Ajax       | 79         | 24         |                 | 10              | 7               |                    | 20                 | 2                  |             | 2           | 0           | 111    | 33     |
| 2016-2017         | Middlesbrough     | PL                | 13         | 0          | FACup+CdL       | 2+1             | 0               | -                  | -                  | -                  | -           | -           | -           | 16     | 0      |
| 2017-gen. 2018    | Magonza           | BL                | 10         | 0          | CG              | 2               | 2               | -                  | -                  | -                  | -           | -           | -           | 12     | 2      |
| gen.-giu. 2018    | Copenaghen        | SL                | 7          | 3          | CD              | 1               | 0               | UEL                | 2                  | 1                  | PO          | 11          | 4           | 21     | 8      |
| 2018-2019         | Copenaghen        | SL                | 16         | 7          | CD              | 0               | 0               | UEL                | 9                  | 2                  | PO          | 9           | 2           | 34     | 11     |
| 2019-2020         | Copenaghen        | SL                | 20         | 2          | CD              | 2               | 1               | UCL+UEL            | 3+8                | 0+1                | -           | -           | -           | 33     | 4      |
| 2020-2021         | Copenaghen        | SL                | 19         | 2          | CD              | 1               | 2               | UEL                | 4                  | 0                  | PO          | 8           | 2           | 32     | 6      |
| Totale Copenhagen | Totale Copenhagen | Totale Copenhagen | 62         | 14         |                 | 4               | 3               |                    | 26                 | 4                  |             | 28          | 8           | 120    | 29     |
| 2021-2022         | Anversa           | D1                | 25         | 3          | CB              | 2               | 0               | UEL                | 8                  | 0                  | -           | -           | -           | 35     | 3      |
| 2022-2023         | AIK               | A                 | 8          | 0          | SC              | 4               | 2               | -                  | -                  | -                  | -           | -           | -           | 12     | 2      |
| Totale carriera   | Totale carriera   | Totale carriera   | 197        | 41         |                 | 25              | 14              |                    | 54                 | 6                  |             | 30          | 8           | 306    | 69     |

### Cronologia presenze e reti in nazionale
| Cronologia completa delle presenze e delle reti in nazionale ― Danimarca | Cronologia completa delle presenze e delle reti in nazionale ― Danimarca | Cronologia completa delle presenze e delle reti in nazionale ― Danimarca | Cronologia completa delle presenze e delle reti in nazionale ― Danimarca | Cronologia completa delle presenze e delle reti in nazionale ― Danimarca | Cronologia completa delle presenze e delle reti in nazionale ― Danimarca | Cronologia completa delle presenze e delle reti in nazionale ― Danimarca | Cronologia completa delle presenze e delle reti in nazionale ― Danimarca |
| Data                                                                     | Città                                                                    | In casa                                                                  | Risultato                                                                | Ospiti                                                                   | Competizione                                                             | Reti                                                                     | Note                                                                     |
| ------------------------------------------------------------------------ | ------------------------------------------------------------------------ | ------------------------------------------------------------------------ | ------------------------------------------------------------------------ | ------------------------------------------------------------------------ | ------------------------------------------------------------------------ | ------------------------------------------------------------------------ | ------------------------------------------------------------------------ |
| 14-11-2012                                                               | Istanbul                                                                 | Turchia                                                                  | 1 – 1                                                                    | Danimarca                                                                | Amichevole                                                               | -                                                                        | 66’                                                                      |
| 6-2-2013                                                                 | Skopje                                                                   | Macedonia                                                                | 3 – 0                                                                    | Danimarca                                                                | Amichevole                                                               | -                                                                        | 62’                                                                      |
| 14-8-2013                                                                | Danzica                                                                  | Polonia                                                                  | 3 – 2                                                                    | Danimarca                                                                | Amichevole                                                               | -                                                                        | 72’                                                                      |
| 6-9-2013                                                                 | Ta' Qali                                                                 | Malta                                                                    | 1 – 2                                                                    | Danimarca                                                                | Qual. Mondiali 2014                                                      | -                                                                        | 83’                                                                      |
| 10-9-2013                                                                | Erevan                                                                   | Armenia                                                                  | 0 – 1                                                                    | Danimarca                                                                | Qual. Mondiali 2014                                                      | -                                                                        | 66’                                                                      |
| 15-11-2013                                                               | Herning                                                                  | Danimarca                                                                | 2 – 1                                                                    | Norvegia                                                                 | Amichevole                                                               | -                                                                        | 60’                                                                      |
| 8-6-2015                                                                 | Viborg                                                                   | Danimarca                                                                | 2 – 1                                                                    | Montenegro                                                               | Amichevole                                                               | 1                                                                        | 73’                                                                      |
| 14-11-2015                                                               | Solna                                                                    | Svezia                                                                   | 2 – 1                                                                    | Danimarca                                                                | Qual. Euro 2016                                                          | -                                                                        | 54’                                                                      |
| 3-6-2016                                                                 | Toyota                                                                   | Bosnia ed Erzegovina                                                     | 2 – 2 (4 – 3 dtr)                                                        | Danimarca                                                                | Kirin Cup                                                                | 1                                                                        | 61’                                                                      |
| 7-6-2016                                                                 | Suita                                                                    | Danimarca                                                                | 4 – 0                                                                    | Bulgaria                                                                 | Kirin Cup                                                                | -                                                                        |                                                                          |
| 31-8-2016                                                                | Horsens                                                                  | Danimarca                                                                | 5 – 0                                                                    | Liechtenstein                                                            | Amichevole                                                               | 1                                                                        | 65’                                                                      |
| 4-9-2016                                                                 | Copenaghen                                                               | Danimarca                                                                | 1 – 0                                                                    | Armenia                                                                  | Qual. Mondiali 2018                                                      | -                                                                        |                                                                          |
| 8-10-2016                                                                | Varsavia                                                                 | Polonia                                                                  | 3 – 2                                                                    | Danimarca                                                                | Qual. Mondiali 2018                                                      | -                                                                        | 75’                                                                      |
| 11-10-2016                                                               | Copenaghen                                                               | Danimarca                                                                | 0 – 1                                                                    | Montenegro                                                               | Qual. Mondiali 2018                                                      | -                                                                        | 66’ 70’                                                                  |
| 15-11-2016                                                               | Mladá Boleslav                                                           | Rep. Ceca                                                                | 1 – 1                                                                    | Danimarca                                                                | Amichevole                                                               | -                                                                        |                                                                          |
| 4-9-2017                                                                 | Erevan                                                                   | Armenia                                                                  | 1 – 4                                                                    | Danimarca                                                                | Qual. Mondiali 2018                                                      | -                                                                        | 67’                                                                      |
| 27-3-2018                                                                | Aalborg                                                                  | Danimarca                                                                | 0 – 0                                                                    | Cile                                                                     | Amichevole                                                               | -                                                                        | 64’                                                                      |
| 2-6-2018                                                                 | Solna                                                                    | Svezia                                                                   | 0 – 0                                                                    | Danimarca                                                                | Amichevole                                                               | -                                                                        | 77’                                                                      |
| 9-6-2018                                                                 | Brøndby                                                                  | Danimarca                                                                | 2 – 0                                                                    | Messico                                                                  | Amichevole                                                               | -                                                                        | 72’                                                                      |
| 26-6-2018                                                                | Mosca                                                                    | Danimarca                                                                | 0 – 0                                                                    | Francia                                                                  | Mondiali 2018 - 1º turno                                                 | -                                                                        | 60’                                                                      |
| 9-9-2018                                                                 | Aarhus                                                                   | Danimarca                                                                | 2 – 0                                                                    | Galles                                                                   | UEFA Nations League 2018-2019 - 1º turno                                 | -                                                                        | 46’                                                                      |
| Totale                                                                   |                                                                          | Presenze                                                                 | 21                                                                       |                                                                          | Reti                                                                     | 3                                                                        |                                                                          |

## Palmarès
- Campionato olandese: 2

Ajax: 2012-2013, 2013-2014
- Supercoppa olandese: 1

Ajax: 2013
- Campionato danese: 1

Copenhagen: 2018-2019